# きじ (駆潜艇)
きじ（ローマ字：JDS Kiji, PC-302）は、海上自衛隊の駆潜艇。かり型駆潜艇の2番艇。艇名はキジに由来する。隼型水雷艇「雉」、鴻型水雷艇「雉」、よしきり型掃海船「きじ」に次いで日本の艦艇としては4代目。

## 艦歴
「きじ」は、昭和29年度計画甲型駆潜艇3002号艇として、飯野重工舞鶴造船所で1955年12月14日に起工され、1956年9月11日に進水、1957年1月29日に就役し、佐世保地方隊に編入された。
1957年3月25日、佐世保地方隊隷下に第1駆潜隊が新編され「かり」とともに編入。
1960年12月1日、第1駆潜隊が横須賀地方隊隷下に編成替え。
1977年3月15日、除籍。